# Verchnjadzvinsk rajon
Verchnjadzvinsk rajon (belarusiska: Верхнядзвінскі раён: Verchnjadzvinski rajon, även Verchnedvinsk rajon ryska: Верхнедвинский район: Verchnedvinskij rajon), till den 25 december 1962, när huvudorten Drysa/Drissa bytte namn till Verchnjadzvinsk/Verchnedvinsk, Drysa rajon (belarusiska: Дрысенскі раён: Drysenski rajon, samt Drissa rajon ryska: Дриссенский район: Drissenskij rajon), är ett distrikt i Belarus. Det ligger i Vitsebsks voblast, i den norra delen av landet, 210 km norr om huvudstaden Minsk. Distriktet bildades den 17 juli 1924.